# Jan Frans van Bloemen

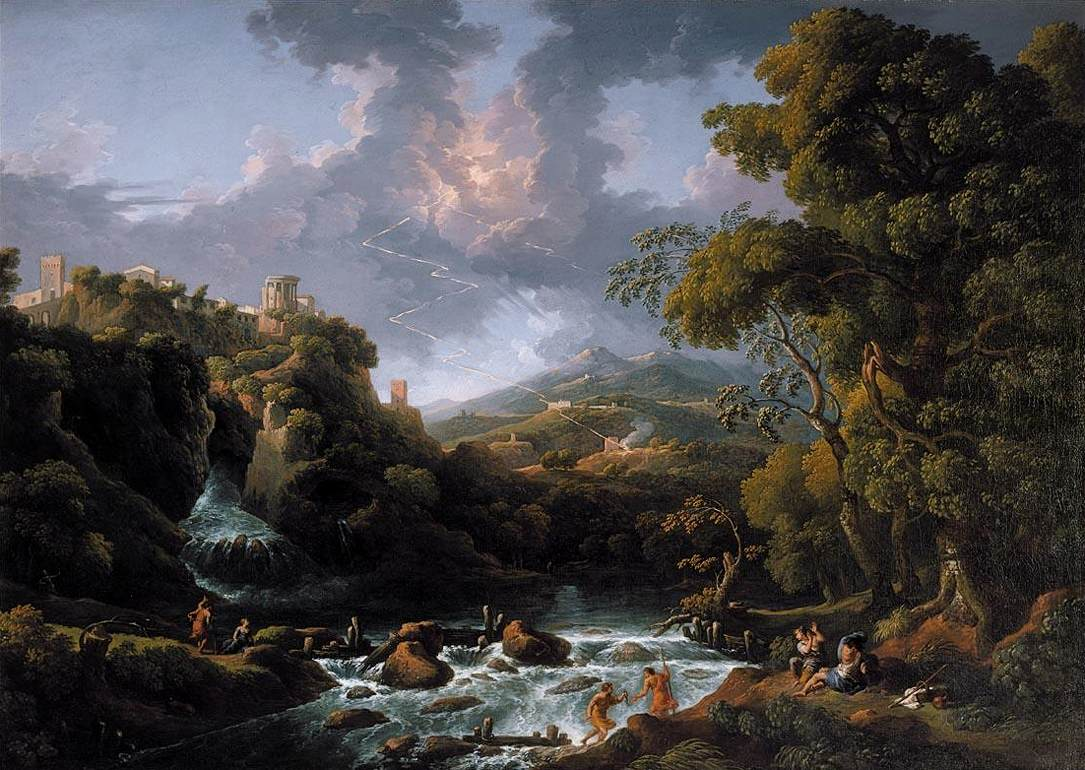
Escena en el camp de Tívoli (1736).

Jan Frans van Bloemen (batejat el 12 de maig de 1662 - sepultat el 13 de juny de 1749) va ser un pintor paisatgista barroc flamenc.
Nascut a Anvers, van Bloemen va ser germà menor de Pieter van Bloemen, qui va partir per a Roma en 1674, on Jan Frans se li va unir en 1689. En 1690 un tercer germà pintor, Norbert van Bloemen (1670-1746) també se'ls va unir. Mentre que Pieter va tornar a Anvers en 1694 i Norbert se'n va anar a Amsterdam abans de 1724, Jan Frans va romandre a Roma la resta de la seva vida. El pintor Gaspar van Wittel, nascut a les Províncies Unides dels Països Baixos i que va viure a Roma des de 1675, es va convertir en el padrí del seu primer fill.
Van Bloemen va ser sobrenomenat Orizonte o Horizonti, a causa de la distància en què va pintar els seus paisatges. Aquests tenen una exuberància arcadiana, amb muntanyes, rius, llogarets distants i petits habitants pintats amb imprecisos pittori di tocco. Orizonte va pintar predominantment paisatges clàssics al llarg de la seva carrera, prenent la seva inspiració de la campagna romana. A través d'una sèrie de plànols, il·luminació suau i càlida i narració de temes clàssics i religiosos, els seus paisatges es van inspirar en exemples d'artistes com ara Claude Lorrain i Gaspard Dughet. La seva pintura estava exquisidament imbuïda d'aquest «difícil de definir ambient pastoral», que el va ajudar a convertir-se en un gran pintor als ulls dels seus contemporanis.
Van Bloemen va ser un pintor molt valorat pel Schildersbent romà (o Bentvueghels), el gremi de pintors holandesos, però no va obtenir l'acceptació del gremi de pintors romans, l'Acadèmia de Sant Lluc, fins que va tenir més de 70 anys. Part d'aquesta resistència pot haver sorgit del menyspreu institucional romà per la pintura de paisatge.
Va morir a Roma en 1749.